# Лісандр (наварх)
Лісандр (дав.-гр. Λύσανδρος, Lýsandros; ? — 395 до н. е.) — давньогрецький спартанський полководець. Син Арістоклея, нащадка Гераклідів, і жінки незнатного, можливо ілотського, походження. Учасник і один з головних діячів Пелопоннесської війни. Розгромив афінян у битві при Егоспотамах (405 до н.е.). Наступного року завершив війну: змусив Афіни капітулювати. Добився гегемонії Спарти над більшістю міст Греції. Загинув у битві при Галіарті проти фіванців, в Беотії.

## Біографія
Лісандр належав до роду Гераклідів, за іншими джерелами, був сином ілота, мофаксом. Лісандр був взірцем древнього спартанця і прагнув перш за все до того, щоб повернути Спарті панування в цілій Греції, а потім самому панувати в ній. Разом з талантом полководця мав він і проникливість державного мужа, дуже добре умів цінувати значення і сили Афін, ясно розуміючи, що останні можуть бути переможені тільки їх же власною зброєю. Отримав він головне начальство над спартанським флотом (тобто став навархом) у 407 до н. е., коли афіняни, завдяки перемогам Алківіада, перебували у дуже вигідному становищі.
Переправившись в Ефес, він вважав це місто дуже зручним місцем для збору військ і піклувався насамперед про збільшення флоту; при цьому йому багато допомагало те, що він зумів здобути прихильність Кіра Молодшого. Суворо дотримуючись вітчизняних звичаїв та відрізняючись великою простотою щодо самого себе, Лісандр був надзвичайно хитрим. Йому Плутарх приписує наступні вислови: Дітей надувають кістьми, а чоловіків присягами; Де недостатньо левиної шкіри, можна пришити і лисе хутро.
Всіляко уникаючи зустрічі із ворожим флотом, Лісандр проте заподіяв йому значної шкоди при Нотії під час відсутності Алківіада; внаслідок цього проти останнього виникло невдоволення народу і на його місце було призначено 10 нових воєначальників. Тим часом Лісандр намагався підтримувати перевороти у малоазійських містах і влаштовувати в них олігархічні правління.
З цією метою він робив навіть всілякі труднощі своєму наступнику Каллікратиду. Коли останній загинув у битві при Аргинусських островах, Лісандр знову отримав головне начальство, хоча і не з титулом наварха (цю посаду ніхто не міг займати в Спарті двічі), але як помічник Аарака, обраного на цю посаду лише про людське око. Завдяки розумному вичікуванню йому вдалося влітку 405 до н. е. напасти у гирлі річки Егоспотамос на значний афінський флот, що складався з 180 парусних суден, і легко заволодіти всіма кораблями. 3 000 полонених він наказав стратити і залишити без поховання. Перш ніж попрямувати до Афін, для того, щоб осадити їх, Лісандр відвідав підвладні афінянам фракійсько-азійські міста й острови і на підставі заздалегідь вже започаткованих зносин ввів всюди олігархічне правління з 10 чоловіків і одного спартанського гармосту, і досяг того, що ці міста відкололись від Афін, яким залишився вірним тільки острів Самос.
Обложивши після цього Афіни і примусивши їх голодом здатися в 404 до н. е., він поставив у них 30 осіб і наказав знести міські стіни. Потім вирушив на острів Самос, щоб і тут ввести панування 10 олігархів. Звідси переслав він через Гіліппа до Спарти залишок даних йому Кіром Молодшим грошей та інші подарунки — 470, за іншими джерелами, навіть 1000 талантів — і надав їх у розпорядження держави; крім того, він поставив на честь себе і кожного з начальників флоту мідні статуї в Дельфах. Всюди користувався тепер Лісандр повагою, поети змагалися між собою, оспівуючи його діяння; він був першим з греків, якому міста споруджували вівтарі, як божеству.

## Після Пелопоннеської війни
Після закінчення війни він жив поза Спартою. Він виклопотав дозвіл відправити до Афін на допомогу «тридцяти тиранам» гарнізон, тому що вони цього бажали; разом з тим він намагався погубити в Азії Алківіада, який був загрозою для тиранів. Нарікання на жорстокості Лісандра в Азії, особливо ж скарги сатрапа Фарнабаза, область якого він спустошив, послужили приводом для його відкликання: причиною було саме бажання приборкати його свавілля.
Насилу Лісандр уникнув подальших для себе ускладнень, але коли роздратування демократів проти олігархів в Афінах змусило Спарту надати останнім допомогу, Лісандру ще раз представилася можливість відсвяткувати тріумф над Афінами.
Після цього Лісандр жив в бездіяльності до 397 до н. е., коли він зробив своє сприяння Агесілаю під час спорів за престолонаступництво після смерті царя Агіса. Потім Лісандр супроводжував Агесілая під час походу в Азію, як помічник головнокомандувача в Геллеспонт, а звідти незабаром повернувся до Спарти, сповнений гніву проти Агесілая і твердо вирішивши знищити спадкову царську владу і зробити її доступною для всіх Гераклідів. Але цим його задумам не судилося здійснитися.
Коли восени 395 до н. е. виникла війна між фіванцями і фокейцями, ефори в Спарті вирішили негайно почати війну з Фівами. Лісандр повинен був вторгнутися у Беотію із заходу, Павсаній з півдня, а потім обидва повинні були з'єднатися при Галіарті. План не вдався. Лісандр загинув і був похований у місті Панопії у Фокиді. Він помер, як і жив, у бідності.

### Довідники
- Лісандр [Архівовано 23 жовтня 2020 у Wayback Machine.] у Великій радянській енциклопедії (рос.)
- Реальный словарь классических древностей
- Енциклопедичний словник Брокгауза та Єфрона